# 인천별빛초등학교
인천별빛초등학교는 대한민국 인천광역시 중구 은하수로에 있는 공립 초등학교이다.

## 학교 연혁
- 2019년 5월 : 가칭 "하늘5초등학교" 공사 착공
  - 학급 규모 : 초등 36학급, 특수 1학급, 유치원 5학급
- 2019년 8월 27일 : 교명 선정 - 인천별빛초등학교[2]
- 2020년 1월 2일 : 인천광역시립학교 설치 조례[3] 공포
  - 인천별빛초등학교(병설유치원) 설치
- 2020년 8월 4일 : 홈페이지 개설
  - http://starlight.icees.kr/

- 2020년 8월 21일 : 인천별빛초등학교 준공

- 2020년 9월 1일 : 인천별빛초등학교 개교[4](인천광역시 중구 은하수로 402[5])
  - 초등 17학급, 특수 1학급, 유치원 5학급 편성(남 153명, 여 195명, 총 348명)
  - 제1대 변종국 교장 취임
- 2020년 9월 18일 : 학교운영위원회 교원위원, 학부모위원 당선 공고
- 2020년 9월 21일 : 1학년, 6학년 첫 등교 수업[6]
- 2020년 11월 19일 : 개교기념식[7]
- 2021년 2월 5일 : 제1회 졸업식(졸업생 16명)
- 2021년 3월 1일 : 초등 21학급, 특수 1학급, 유치원 5학급 편성(남 250명, 여 288명, 총 538명)
- 2021년 9월 1일 : 초등 22학급[8], 특수 1학급, 유치원 5학급 편성(남 268명, 여 303명, 총 571명)

## 참고 자료
- 인천별빛초등학교 - 한국교육학술정보원 학교알리미